# 7705 Хумелн
7705 Хумелн (7705 Humeln) — астероїд головного поясу, відкритий 17 березня 1993 року.
Тіссеранів параметр щодо Юпітера — 3,501.